# 샌프란시스코 국제공항역
샌프란시스코 국제공항역(San Francisco International Airport Station, 약칭 SFO 또는 SFIA로도 쓰임)은 샌프란시스코 국제공항 내 Garage G에 인접해 있는 BART 터미널역이다. 고가역은 Garage G/BART역에 있는 에어트레인 피플 무버 시스템으로 가는 환승 지점이다.
이 역은 2003년 2월에 에어트레인 개통에 맙추어 개장하였고, 그 해 6월부터 BART 운행이 시작되었다. 2003년과 2009년 사이에 몇 가지 운행 변경 후, 이 역은 모든 BART 운영 시간 동안 안티오크-SFO/밀브레선 열차가 운행된다. SFO-밀브레선의 셔틀 운행은 2019년 2월 11일에 시작되었다.

## 역 구조

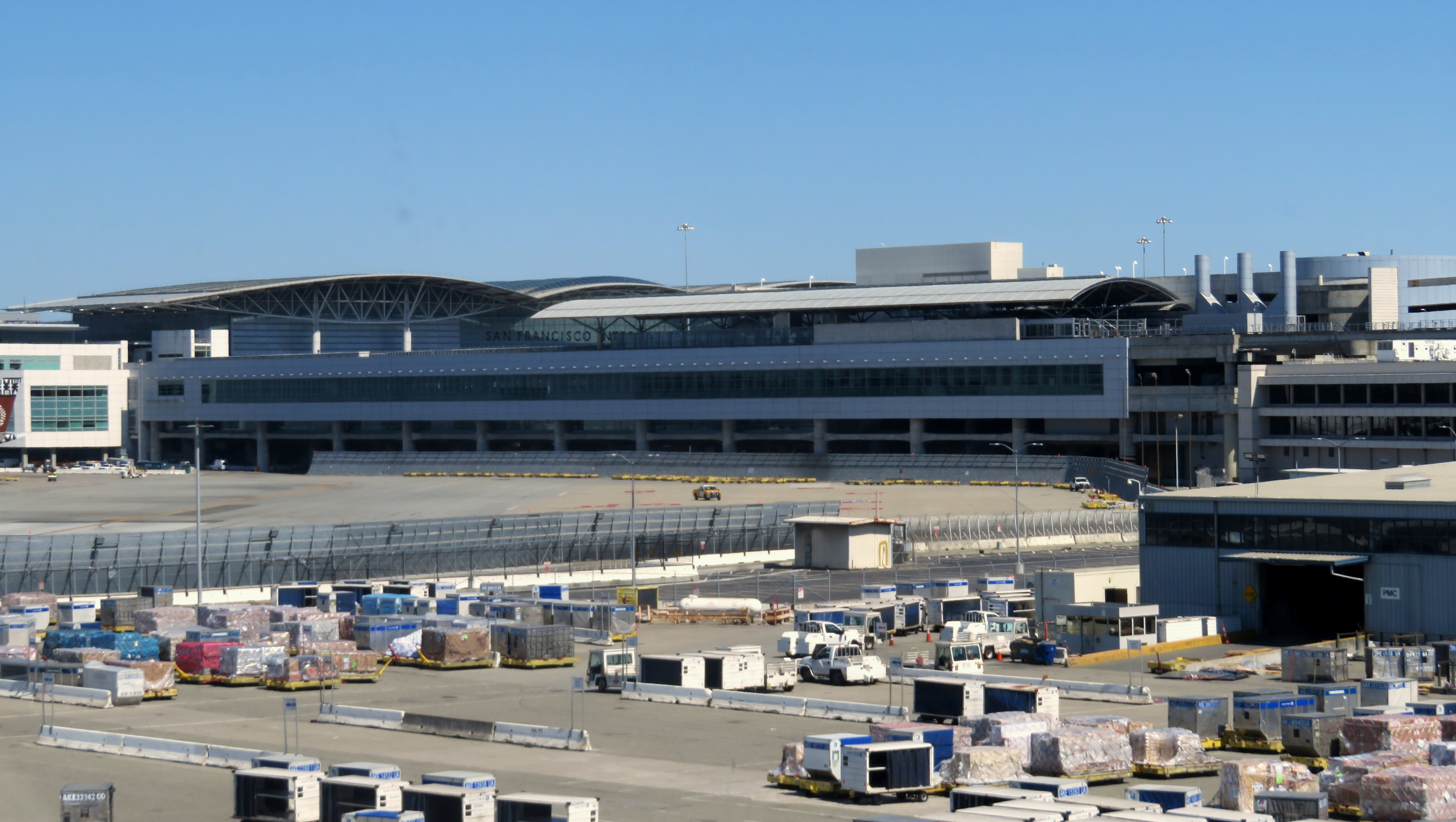
에어트레인에서 바라본 역사

샌프란시스코 국제공항 역은 폭 100 피트 (30 m)에 길이 900 피트 (270 m)에 달하는 고가 구조물이다. group of terminals의 북서쪽에 위치하며, 역의 서쪽 절반은 Garage G와 인접하며, 동쪽 끝은 국제 터미널의 북쪽 끝과 연결된다. 두단식 역인 BART 층은 두 개의 섬식 승강장과 세 개의 선로를 가지고 있다. 역의 서쪽으로 고가 삼각선과 교차로를 통해 북쪽이나 남쪽으로부터 도착하는 열차가 어떤 선로든 이용할 수 있다. 남쪽 선로는 북쪽으로 출발하는 모든 열차에 사용되며, 밤과 주말에는 밀브레행 열차가 북쪽 선로를 사용한다. 중간 선로는 정규 운행에 사용되지 않으며, 승강장 가장자리가 차단된다.
BART역의 서쪽 절반 위에 위치한 에어트레인역에는 2개의 에어트레인 가이드웨이에 대응하는 단일 섬식 승강장과 내부 루프에 대응하는 상대식 승강장이 있다. 에어트레인층 위의 보행자 교량은 주차장에서 접근할 수 있다. BART 개찰구는 에어트레인역과 국제선 터미널의 출발층과 연결되는 역의 동쪽 끝에 위치해 있다.

### 윈드포털

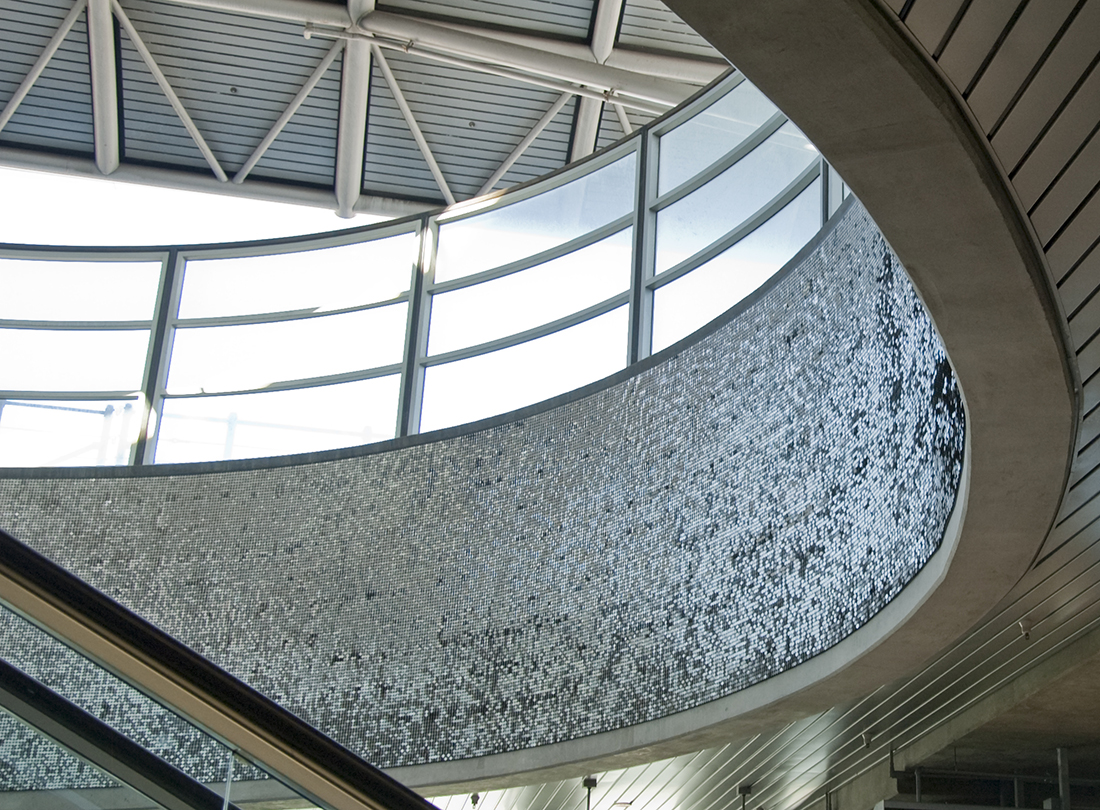
2009년 윈드포털

윈드포털(Wind Portal)은 세바스토폴의 아티스트 네드 칸(Ned Kahn)이 2003년에 에어트레인과 BART역을 분리한 바닥의 원통형 개구부 표면에 그려낸 작품이다. 두 종류의 철도 노선간을 갈아타는 승객들은 에스컬레이터를 타거나 개구부를 통과하는 계단을 걷는데, 이 개구부는 반경 16-피트 (4.9 m)에 높이 124 인치 (3,100 mm)로 측정된다. 이 작품은 직경 1 인치 (25 mm)당 20만개의 스테인리스강 원반으로 구성되어 있으며 개별적으로 매달려 있어 열차 운행에 의해 유도되는 기류에 반응한다. 샌프란시스코 크로니클의 도시예술 평론가 존 킹은 "[m]esmerizing ... 끊임없이 변화하는 은빛 반짝거림 ... 기차의 윙윙거리는 소리뿐만 아니라 먼 바람에도 반응하는 끈질긴 움직임 그 경험은 예측하기 어렵다. 기대감도 있다."라고 극찬했다.

## 역사

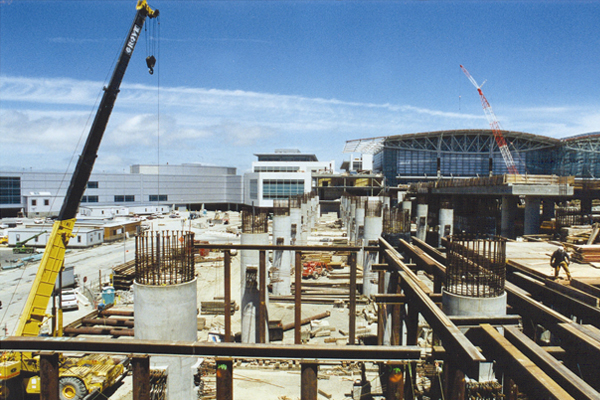
1999년 건설중인 역

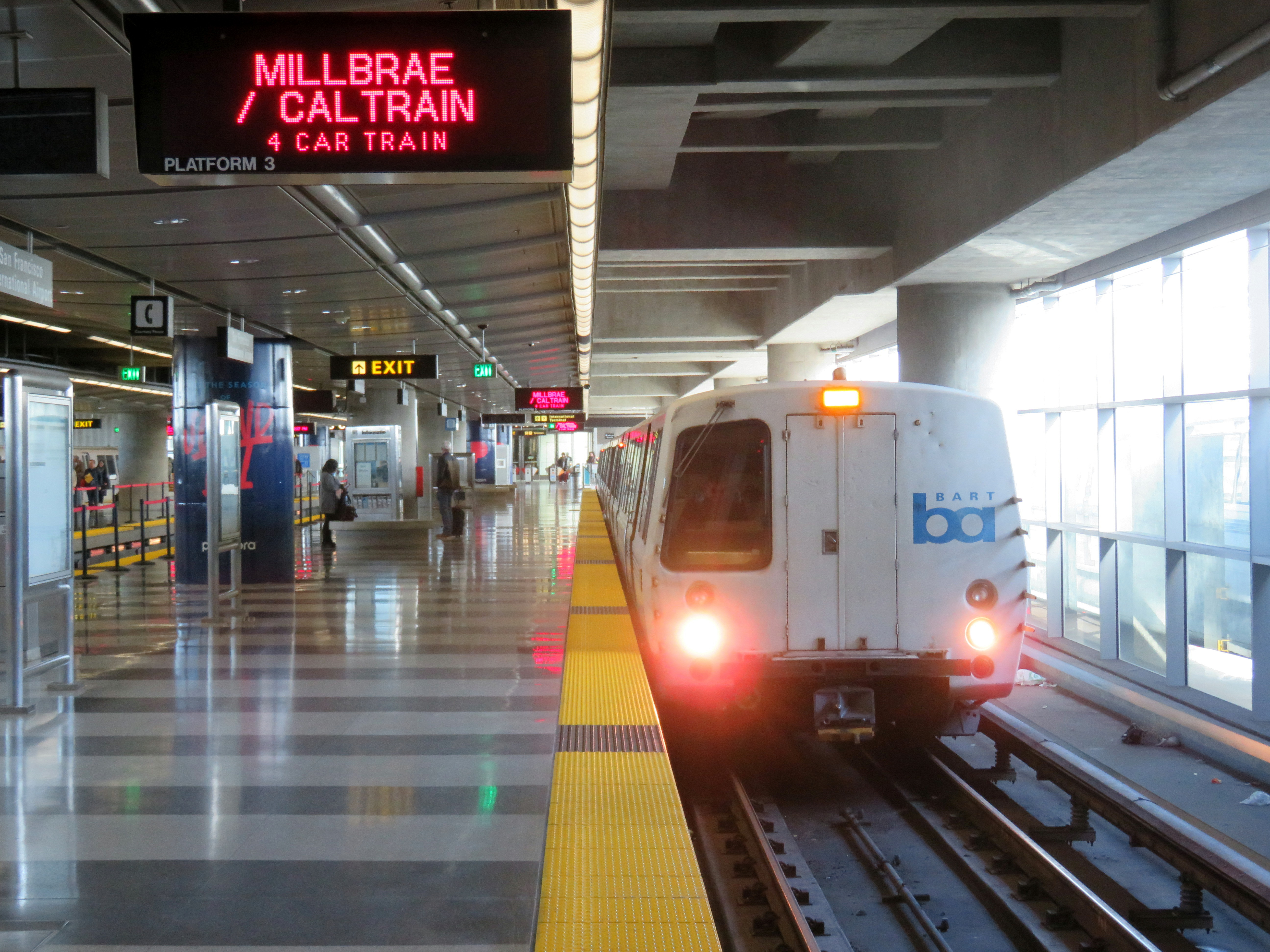
2019년 역내 SFO-밀브레선 전동차

샌프란시스코 국제공항으로의 BART 연장은 초기 시스템이 개통되기 전인 1970년에 처음 제안되었다.:4 1972년, 역의 공간을 가진 콘크리트 껍데기인 "트레이스(trace)" 건설 중에 북쪽 터미널(현재의 터미널 3)에 건설되었고, 건설 이후 봉쇄되었다.:296 계획은 1990년대 초에 시작되었다. 공항역이 어디에 위치할 것인지에 대한 많은 정치적 논란 끝에 1997년에 건설이 시작되었다.:11 BART 연장은 국제선 터미널(공항의 용량을 확장) 및 에어트레인 시스템(BART역과 다른 공항 터미널을 연결하는 시스템)과 함께 건설되었다.:308 에어트레인 시스템은 2003년 2월 24일에 개통되었다.ㅣ
SFIA역으로의 BART 운행은 2003년 6월 22일에 시작되었다. 이 역은 처음에 더블린/플레전턴선으로 운행했으며, 밀브레 역을 칼트레인으로 환승가능한 셔틀 운행이 실시되었다. 셔틀 운행은 2004년 2월 9일에 중단되었다. 피츠버그/베이포인트선은 SFIA역(밤과 주말에 밀브래뿐만 아니라)에 정차하기 시작했으며 리치먼드선의 북행 운행도 피크 시간에 SFIA역을 정차한다. 혼잡시간 리치먼드선 서비스는 2004년 9월 13일부터 양방향으로 이 역을 운행하기 시작했다.
SFIA역까지 운행된 첫 2주 동안, 승객들은 하루 예상 하차 승객 6,500명보다 50% 적었다. 샌머테이오군의 역에 대한 BART 서비스는 군 세수가 아닌 샘트랜스(SamTrans)의 자금 지원을 받는다. 승객 수가 예상보다 적었기 때문에 샘트랜스는 BART에 계획보다 더 많은 운영 보조금을 지불해야 했다. 2005년 9월 12일, BART는 이러한 보조금을 낮추기 위해, 더블린/플레전턴 선만이 SFIA와 밀브래 역에 운행하도록 줄였다. 샘트랜스와 BART는 2007년 2월, 샘트랜스와 다른 출처로부터 추가 고정 자금을 받는 대가로, 샘트랜스가 SFO/밀브레 연장의 통제와 재정적 책임을 BART로 이전하기로 합의하였다.
2008년 1월 1일, BART는 샌머테이오역까지 연장하였다. SFIA역은 피츠버그/베이포인트선의 상시 종착역이 되었고, SFIA와 밀브레 사이의 직통 운행이 중단되었다. 2009년 9월 14일에는 야간과 주말에 밀브레까지 노선을 연장하여 옛 직통 운행을 복구하였다. 처음 10년간 서비스를 받는 동안, 승하차 수는 처음 예상한 것보다 훨씬 낮은 수준을 유지되었다. 2016 회계연도에 평일 6,788명의 정점에 도달하면서 승하차 수가 계속 증가하고 있다.
2019년 2월 11일, 평일과 일요일에 SFIA역의 안티오크 선(구 피츠버그/베이포인트선)과 평면 환승이 구현되면서 SFO-밀브레선 서비스가 재개되었다. 안티오크 선은 평일과 토요일에도 SFIA와 밀브레까지 운행한다.

## 인접정차역
| BART        | BART                                   | BART                                              |
| ----------- | -------------------------------------- | ------------------------------------------------- |
| 시·종착역   | 안티오크-SFO/밀브레선 주중             | 샌브루노 안티오크 방면 (피츠버그/베이포인트 경유) |
| 밀브레 방면 | 안티오크-SFO/밀브레선 주중 야간 & 주말 | 샌브루노 안티오크 방면 (피츠버그/베이포인트 경유) |
| 밀브레 방면 | SFO-밀브레선                           | 시·종착역                                         |

## 같이 보기
- BART
- 샌프란시스코 국제공항